# Oxydosqualène cyclase
Une oxydosqualène cyclase est une isomérase qui convertit le 2,3-oxydosqualène en stérols et triterpènes à travers une réaction de cyclisation.

Structure du 2,3-oxydosqualène.

Il existe de deux groupes d'oxydosqualène cyclases :
- Les cycloarténol synthases, présentes chez toutes les plantes, et qui produisent avant tout du cycloarténol ;
- les lanostérol synthases, présentes chez tous les animaux et les mycètes, chez certaines plantes également, et qui produisent avant tout du lanostérol.

Structure du cycloarténol.
Structure du lanostérol.

Les stérols et les triterpènes sont des classes de composés naturels très diversifiées, notamment chez les plantes, qui contiennent généralement de nombreuses oxydosqualène oxydases présentant des spécificités variées en matière de substrats et de produits de réaction. La lupéol synthase et la β-amyrine synthase sont des exemples d'oxydosqualène cyclases. Le mécanisme réactionnel catalysé par ces enzymes est semblable à celui des squalène-hopène cyclases des procaryotes. On a pu identifier, à l'aide de techniques d'évolution dirigée et d'ingénierie des protéines (en), un petit nombre de mutations ponctuelles qui altèrent la spécificité du produit des oxydosqualène cyclases, particulièrement en faisant que des cycloarténol synthases produisent essentiellement du lanostérol.
Une oxydosqualène cyclase est une enzyme monomérique. Son site actif est formé de deux domaines en tonneau. Il est constitué essentiellement de résidus d'acides aminés acides chez la plupart des organismes étudiés. Les résidus du site actif favorisent le repliement des oxydosqualène cyclases afin de lui donner une forme épousant les contours de son produit de réaction. Ceci est déterminant pour préparer le substrat à sa cyclisation.